# Girotron

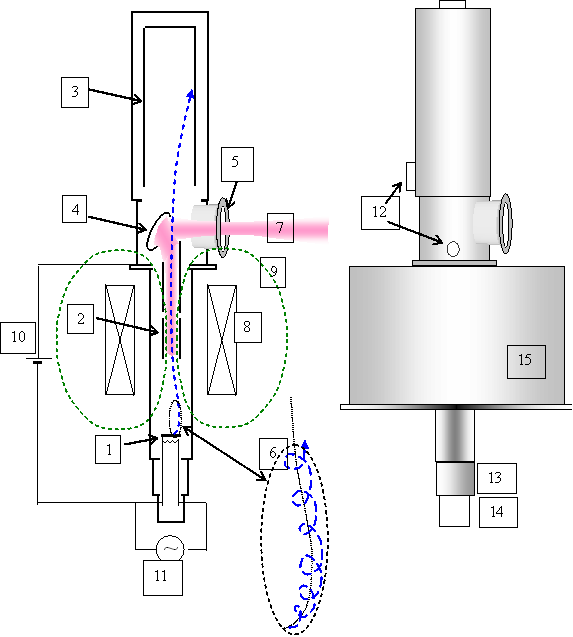
Diagrama de um girotron.

O girotron é uma válvula termiônica capaz de atuar como uma fonte de radiação de micro-ondas de alta frequência e alta potência. É considerado o primeiro dispositivo gerador de raios de micro-ondas de alta frequência da história.[carece de fontes?]  Girotrons são projetados para operações de pulso ou contínuas.
O design do primeiro dispositivo se iniciou em 1963 e foi testado pela primeira vez em setembro de 1964. Foi criado na União Soviética.

## Aplicações
Girotrons são usados em várias aplicações que envolvem aquecimento no meio industrial e de alta tecnologia. Por exemplo, girotrons são usados em experimentos de pesquisa de fusão nuclear para aquecer plasmas e para a indústria de manufatura como uma ferramenta de aquecimento rápido no processamento de vidro, compósitos, e cerâmica, assim como no recozimento (solar e semicondutores).